# وزغ‌های راستین
وزغ‌های راستین یا حقیقی (نام علمی: Bufonidae) تیره‌ای از وزغ‌ها است که اعضای آن در اغلب مناطق جهان (به جز استرالیا) یافت می‌شوند. این تیره تنها تیره‌ای از راسته بی‌دمان است که همه اعضایش را «وزغ» می‌خوانند. این تیره دربرگیرنده بیش از ۳۵ سرده است و طول بدن اعضایش به ۲۰ میلی‌متر تا ۲۵۰ میلی‌متر می‌رسد.
وزغ‌های راستین تنها بی‌دمانی هستند که اندامی به نام «اندام بیدر» در بخش انتهای درونی خایه‌های لاروهای نر دارند. این اندام در حالت عادی نافعال است و تنها دارای تعدادی فولیکول تخمدان است که توانایی فعال شدن در صورت تحریک را دارند. وجود چنین چیزی در وزغ‌های نر بعضی دانشمندان را بر این باور انداخته که آن‌ها جانورانی زه‌ریخت هستند.

## رده‌بندی
| نام سرده و وضع‌کننده                                 | نام معمولی                   | تعداد گونه |
| --------------------------------------------------- | ---------------------------- | ---------- |
| Adenomus کپ، ۱۸۶۱                                   |                              | 3          |
| Altiphrynoides دوبوا، ۱۹۸۷                          | وزغ‌های اتیوپی                | 2          |
| Amietophrynus فراست و دیگران، ۲۰۰۶                  |                              | 38         |
| Andinophryne هوگمد، ۱۹۸۵                            | وزغ‌های آند                   | 3          |
| Ansonia استولیژکا، ۱۸۷۰                             | وزغ‌های رودخانه               | 25         |
| وزغ‌های جلف دومریل و بیبرون، ۱۸۴۱                    | وزغ‌های پاکوتاه               | 82         |
| وزغ لورنتی، ۱۷۶۸                                    | وزغ‌ها                        | 150        |
| Bufoides پیلای و یزدانی، ۱۹۷۳                       | وزغ‌های ماوبلانگ              | 1          |
| Capensibufo گراندیسون، ۱۹۸۰                         | وزغ‌های دماغه                 | 2          |
| Churamiti چنینگ و استنلی، ۲۰۰۲                      |                              | 1          |
| Crepidophryne کپ، ۱۸۸۹                              | وزغ‌های چرو اوتیوم            | 3          |
| Dendrophryniscus د لا اسپادا، ۱۸۷۱                  | وزغ‌های درختی                 | 7          |
| Didynamipus اندرسون، ۱۹۰۳                           | وزغ‌های چهارانگشت             | 1          |
| Duttaphrynus فراست و دیگران، ۲۰۰۶                   |                              | 6          |
| Epidalea کپ، ۱۸۶۴                                   | وزغ‌های Natterjack            | 1          |
| Frostius کاناتلا، ۱۹۸۶                              | وزغ‌های فراست                 | 2          |
| Ingerophrynus فراست و همکاران، ۲۰۰۶                 |                              | 11         |
| Laurentophryne تیهن، ۱۹۶۰                           | وزغ‌های درختی پارکر           | 1          |
| Leptophryne فیتزینگر، ۱۸۴۳                          | وزغ‌های درختی اندونزی         | 2          |
| Melanophryniscus گالاردو، ۱۹۶۱                      | وزغ‌های شکم‌قرمز آمریکای جنوبی | 20         |
| Mertensophryne تیهن، ۱۹۶۰                           | وزغ‌های پوزه‌دار               | 20         |
| Metaphryniscus سنیاریس، آیارزاگوئنا، و گرزولا، ۱۹۹۴ |                              | 1          |
| Nectophryne بوکهولتز، ۱۸۷۵                          | وزغ‌های درختی آفریقایی        | 2          |
| Nectophrynoides Noble, 1926                         | وزغ‌های زنده‌زای آفریقایی      | 13         |
| Nimbaphrynoides دوبوا، ۱۹۸۷                         | وزغ‌های نیمبا                 | 2          |
| Oreophrynella Boulenger, 1895                       | وزغ‌های بوته                  | 8          |
| Osornophryne روئیز کارانزا و هرناندز-کاماچو، ۱۹۷۶   | وزغ‌های گرد                   | 6          |
| Parapelophryne فی، یه، و ژیانگ، ۲۰۰۳                |                              | 1          |
| Pedostibes گونتر، ۱۸۷۶                              | وزغ‌های درختی آسیایی          | 6          |
| Pelophryne باربور، ۱۹۳۸                             | وزغ‌های سرصاف                 | 9          |
| Pseudepidalea فراست و همکاران، ۲۰۰۶                 |                              | 16         |
| Pseudobufo چودی، ۱۸۳۸                               | وزغ‌های غلط‌انداز              | 1          |
| Rhinella فیتزینگر، ۱۸۲۶                             | وزغ‌های منقاردار              | 72         |
| Schismaderma اسمیت، ۱۸۴۹                            | وزغ‌های پوست‌شکافته آفریقایی   | 1          |
| Truebella گری‌بیل و کاناتلا، ۱۹۹۵                    |                              | 2          |
| Werneria پش، ۱۹۰۳                                   | وزغ‌های زبان‌کوتاه             | 6          |
| Wolterstorffina مرتنز، ۱۹۳۹                         | وزغ‌های ولترستورف             | 3          |